# CPC Loop Den Haag
Der CPC Loop Den Haag (abgekürzt für City – Pier – City Loop) ist ein Halbmarathon in Den Haag. Er findet seit 1975 im März oder April statt. Zum Programm gehören auch ein 5-km- und ein 10-km-Lauf.

## Geschichte
Am 12. April 1975 fand der Lauf zum ersten Mal statt. Auf dem nominell 15 km, tatsächlich jedoch 14,5 km langen Kurs von der Lange Voorhout bis zur Prinsestraat siegte der Niederländer Henk Kalf in 42:53 min. Seit 1976 geht das Rennen über die Halbmarathondistanz (21,0975 km). Seit 1980 sind auch Frauen am Start. Heute ist der Lauf das größte Sportereignis der Stadt. 2019 musste die Veranstaltung aufgrund extremer Wetterbedingungen abgesagt werden.

## Strecke
Das Rennen verläuft auf einem großen Rundkurs zwischen Stadt und Meer, der entgegen dem Uhrzeigersinn durchlaufen wird. Der Start ist im Stadtzentrum auf der Herengracht, danach wird die Grote Kerk passiert und eine Schleife durch den Stadtteil Segbroek absolviert und schließlich der Stadtteil Scheveningen erreicht, an dessen Strand entlang der Kurs zwischen km 12 und km 15 verläuft. Teils durch Parks, teils an der Koninginnegracht entlang geht es dann zum Ziel, das sich unweit des Starts auf der Lange Voorhout befindet.

## Statistik

### Streckenrekorde
- Männer: 58:33 min, Samuel Kamau Wanjiru (KEN), 2007 (ehemaliger Weltrekord)
- Frauen: 1:06:56 h, Lornah Kiplagat (KEN), 2000

### Siegerliste
Quellen: Website des Veranstalters, ARRS
| Datum         | Männer                    | Nation                 | Zeit     | Frauen                   | Nation      | Zeit     |
| ------------- | ------------------------- | ---------------------- | -------- | ------------------------ | ----------- | -------- |
| 25. Sep. 2022 |                           |                        |          |                          |             |          |
| 8. März 2020  | Dawit Wolde               | Äthiopien              | 59:58    | Joyline Chemutai         | Kenia       | 1:09:44  |
| 10. März 2019 | abgesagt                  | abgesagt               | abgesagt | abgesagt                 | abgesagt    | abgesagt |
| 11. März 2018 | James Rungaru             | Kenia                  | 0:59:37  | Maja Neuenschwander      | Schweiz     | 1:10:46  |
| 12. März 2017 | Geoffrey Yegon            | Kenia                  | 0:59:56  | Fabienne Schlumpf        | Schweiz     | 1:10:17  |
| 6. März 2016  | Edwin Kipyego -2-         | Kenia                  | 1:00:27  | Minna Lamminen           | Finnland    | 1:14:15  |
| 8. März 2015  | Stanley Kipleting Biwott  | Kenia                  | 0:59:20  | Maja Neuenschwander      | Schweiz     | 1:11:08  |
| 9. März 2014  | John Nzau Mwangangi       | Kenia                  | 1:00:26  | Jip Vastenburg           | Niederlande | 1:13:15  |
| 10. März 2013 | Edwin Kipyego             | Kenia                  | 1:00:05  | Laurane Picoche          | Frankreich  | 1:11:45  |
| 11. März 2012 | Stephen Kipkosgei Kibet   | Kenia                  | 0:58:54  | Josephine Chepkoech      | Kenia       | 1:11:20  |
| 13. März 2011 | Lelisa Desisa             | Äthiopien              | 0:59:37  | Flomena Chepchirchir     | Kenia       | 1:09:06  |
| 13. März 2010 | Patrick Makau Musyoki -2- | Kenia                  | 0:59:52  | Pauline Wangui Ngigi -3- | Kenia       | 1:10:36  |
| 14. März 2009 | Sammy Kirop Kitwara       | Kenia                  | 0:59:47  | Pauline Wangui Ngigi -2- | Kenia       | 1:10:50  |
| 15. März 2008 | Patrick Makau Musyoki     | Kenia                  | 1:00:08  | Pauline Wangui Ngigi     | Kenia       | 1:09:49  |
| 17. März 2007 | Samuel Kamau Wanjiru      | Kenia                  | 0:58:33  | Hilda Kibet              | Kenia       | 1:09:43  |
| 25. März 2006 | Moses Kipkosgei Kigen -2- | Kenia                  | 1:01:17  | Simona Staicu -2-        | Ungarn      | 1:12:49  |
| 19. März 2005 | Moses Kipkosgei Kigen     | Kenia                  | 1:01:45  | Mary Ptikany -2-         | Kenia       | 1:10:18  |
| 20. März 2004 | Christopher Cheboiboch    | Kenia                  | 1:02:41  | Mary Ptikany             | Kenia       | 1:13:36  |
| 29. März 2003 | Joseph Ngolepus           | Kenia                  | 1:00:56  | Marleen Renders          | Belgien     | 1:09:54  |
| 23. März 2002 | Yusuf Songoka             | Kenia                  | 1:00:53  | Lenah Jemutai Cheruiyot  | Kenia       | 1:08:54  |
| 24. März 2001 | Rodgers Rop               | Kenia                  | 1:02:12  | Catherine Ndereba        | Kenia       | 1:07:54  |
| 25. März 2000 | Amnaay Zebedayo Bayo      | Tansania               | 1:01:07  | Lornah Kiplagat          | Kenia       | 1:06:56  |
| 27. März 1999 | Isaac Chemobwo            | Kenia                  | 1:01:00  | Cristina Pomacu          | Rumänien    | 1:10:02  |
| 29. März 1998 | Simon Kipruto Bor         | Kenia                  | 1:01:03  | Tegla Loroupe            | Kenia       | 1:07:32  |
| 23. März 1997 | Graziano Calvaresi        | Italien                | 1:01:08  | Esther Kiplagat          | Kenia       | 1:10:10  |
| 31. März 1996 | Thomas Osano              | Kenia                  | 1:02:03  | Jane Salumäe -2-         | Estland     | 1:11:38  |
| 26. März 1995 | Simon Lopuyet             | Kenia                  | 1:01:42  | Simona Staicu            | Rumänien    | 1:10:58  |
| 27. März 1994 | Benson Masya -2-          | Kenia                  | 1:02:00  | Jane Salumäe             | Estland     | 1:10:10  |
| 3. Apr. 1993  | Benson Masya              | Kenia                  | 1:00:24  | Colleen De Reuck         | Südafrika   | 1:10:50  |
| 29. März 1992 | Manuel Matias             | Portugal               | 1:02:04  | Anne van Schuppen        | Niederlande | 1:13:20  |
| 23. März 1991 | John Burra                | Tansania               | 1:01:38  | Ingrid Kristiansen       | Norwegen    | 1:09:05  |
| 31. März 1990 | Marti ten Kate -4-        | Niederlande            | 1:02:24  | Carla Beurskens -4-      | Niederlande | 1:10:04  |
| 2. Apr. 1989  | Marti ten Kate -3-        | Niederlande            | 1:01:34  | Nelly Aerts              | Belgien     | 1:11:32  |
| 26. März 1988 | Marti ten Kate -2-        | Niederlande            | 1:02:20  | Evy Palm                 | Schweden    | 1:12:24  |
| 28. März 1987 | Marti ten Kate            | Niederlande            | 1:03:14  | Karolina Szabó           | Ungarn      | 1:10:58  |
| 5. Apr. 1986  | David Tavares             | Portugal               | 1:02:50  | Carla Beurskens -3-      | Niederlande | 1:09:28  |
| 30. März 1985 | Carl Thackery             | Vereinigtes Königreich | 1:02:11  | Carla Beurskens -2-      | Niederlande | 1:10:44  |
| 31. März 1984 | Ray Crabb                 | Vereinigtes Königreich | 1:02:56  | Carla Beurskens          | Niederlande | 1:12:57  |
| 19. März 1983 | Cor Lambregts             | Niederlande            | 1:00:40  | Gerrie Timmermans        | Niederlande | 1:18:44  |
| 27. März 1982 | Hugh Jones                | Vereinigtes Königreich | 1:01:06  | Annie van Stiphout       | Niederlande | 1:14:34  |
| 28. März 1981 | Øyvind Dahl -3-           | Norwegen               | 1:04:18  | Ine Valentin             | Niederlande | 1:24:31  |
| 29. März 1980 | Øyvind Dahl -2-           | Norwegen               | 1:02:46  | Marja Wokke              | Niederlande | 1:13:59  |
| 31. März 1979 | Øyvind Dahl               | Norwegen               | 1:03:07  | ---                      | ---         |          |
| 8. Apr. 1978  | Wolf-Dieter Poschmann     | Deutschland            | 1:03:36  | ---                      | ---         |          |
| 26. März 1977 | Jochen Schirmer           | Deutschland            | 1:02:40  | ---                      | ---         |          |
| 27. März 1976 | José Reveyn               | Belgien                | 1:03:24  | ---                      | ---         |          |

### Entwicklung der Finisherzahlen
| Jahr | Halbmarathon | 10 km | 5 km |
| ---- | ------------ | ----- | ---- |
| 2009 | 7248         | 4794  | 624  |
| 2008 | 6746         | 4167  | 351  |
| 2007 | 6618         | 3632  | 304  |
| 2006 | 5834         | 3235  | ---  |